# مین (اسطوره)
مین، در مصر باستان به عنوان خدای باروری و توان جنسی پنداشته می‌شده است. او را به عنوان خدای صحرا نیز می‌شناختند. او را ۴هزار سال قبل از میلاد می‌پرستیدند.

## نمادشناسی
مین را به شکل مرد ریشدار، کامجو و با پاهایی چسبیده به یکدیگر و به رنگ سیاه به تصویر می‌کشیدند. در دست‌های او تارکش دو پر بلند آرایش و در دست بالای او سلاحی همانند آذرخش به تصویر کشیده می‌شده است.